# Rally Challenge 2000

Rally Challenge 2000 é um jogo de corridas para a Nintendo 64, foi lançado em 2000 no Estados Unidos. No Japão  foi lançado em 1999 como Rally'99
Os jogadores podem escolher 9 regiões
Fácil - Austrália, Espanha, Inglaterra
Médio - Itália, Brasil, França
Expert - Alemanha, Canadá, Estados Unidos